# 日本气象厅震级
日本气象厅震级（日语：気象庁マグニチュード，{\displaystyle M_{j}}）是日本使用的地震度量。2003年9月以前，日本气象厅使用的地震震级度量，与矩震级能够良好地对应，从2003年9月开始，日本气象厅开始使用新方法计算震级。
日本气象厅地震规模是以强震计记录的以5秒为周期的地震波形的最大振幅值来计算的，通常在地震发生后3分钟内就能计算出来，十分适合速报。另一方面，在震级超过8.0的巨大地震的情况下，周期5秒的地震波的大小可能几乎没有变化，所以可能无法推算出正确的数值。2011年东北地方太平洋地震发生当天，日本气象厅发布的震级是7.9（速报值）和8.4（暂定值），该数据发表2天后，才又修正为矩震级9.0。